# École nationale supérieure d'art de Bourges

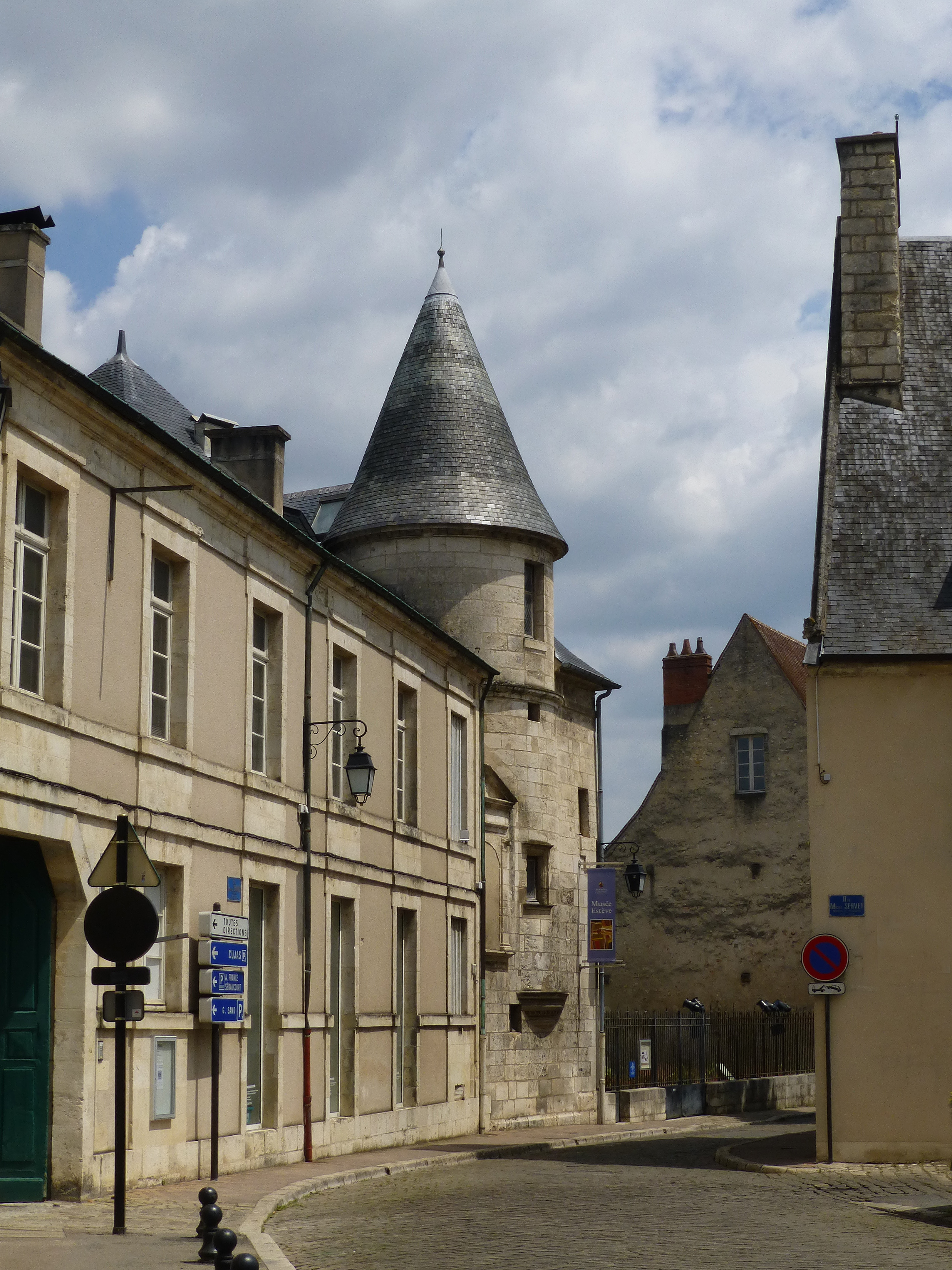
Hôtel des Echevins

École nationale supérieure d'art de Bourges är en fransk konsthögskola i Bourges.
École nationale supérieure d'art de Bourges grundades 1881. Konsthögskolan ligger i den tidigare jesuitskolan Sainte-Maries byggnader, vilka uppfördes från 1615 efter ritningar av jesuitordens arkitekt fader Étienne Martellange. Huvudbyggnaden uppfördes 1625–35 med medel som lämnats av Louis I av Bourbon. Fotgängarallén mot gatan anlades från 1637 och allén framför gården något senare. Paradtrappan ombyggdes på 1700-talet,
Jesuiterna slängdes ut 1764, och skolan blev statligt pojkgymnasium 1803. Därefter revs kyrkan och uppfördes en sovsalslbyggnad. År 1865 byggdes skolan ut, så att gården blev omsluten av byggnader.  
Konsthögskolan har en utställningslokal, Galerie La Box.